# Spam (museo)

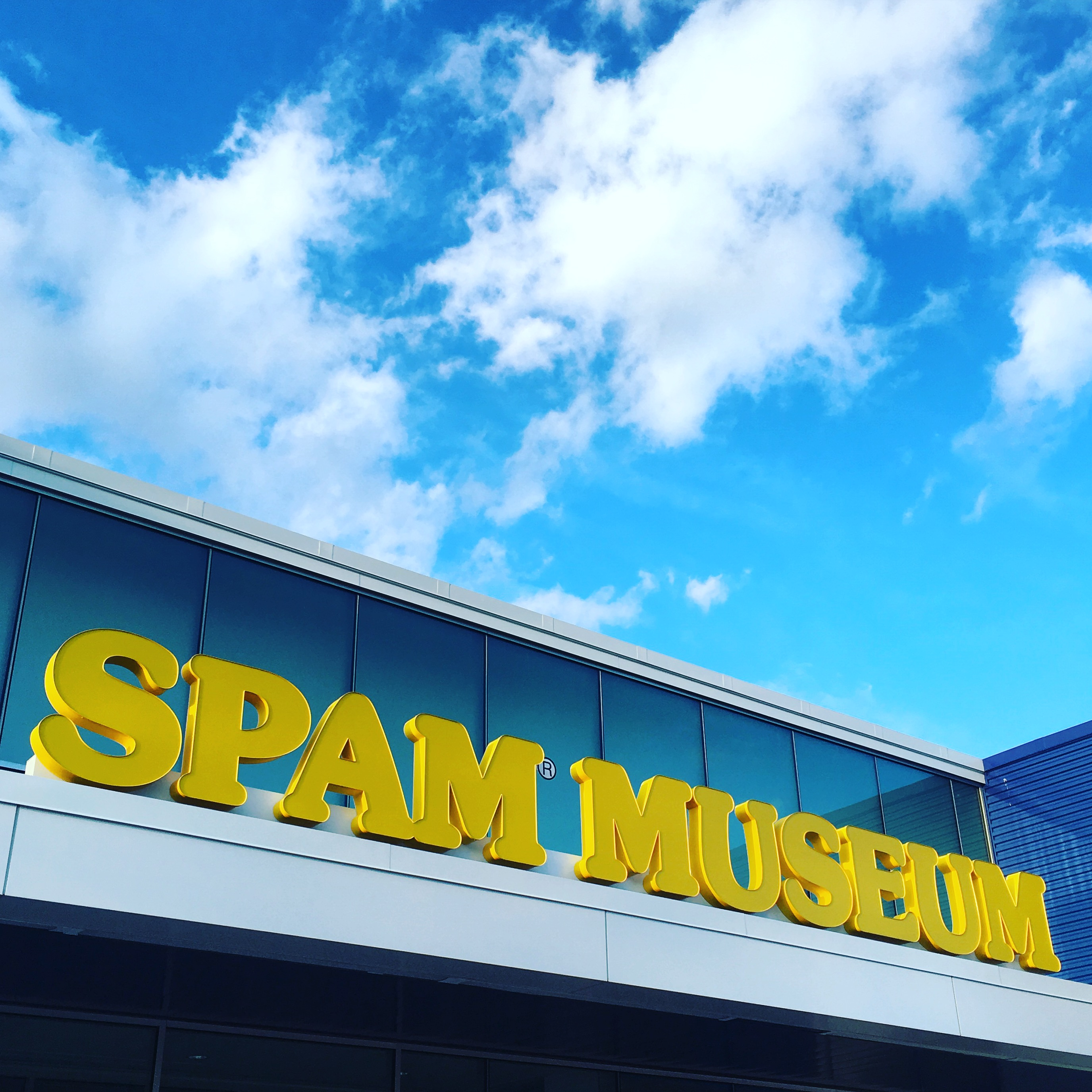
Fachada del museo Spam

El Spam o Museo Spam es un museo de entrada gratuita en Austin, Minnesota, dedicado casi completamente al Spam, una marca de productos cárnicos precocinados enlatados fabricados por Hormel Foods Corporation. El museo cuenta la historia de la empresa Hormel, el origen del spam y su lugar en la cultura mundial.